# Phước Xuân
Phước Xuân is een xã in het district Phước Sơn, een van de districten in de Vietnamese provincie Quảng Nam. Phước Xuân heeft ruim 750 inwoners op een oppervlakte van 130,92 km².

## Geografie en topografie
Phước Xuân grenst in het noorden aan de xã's Tà Bhing en Cà Dy in de huyện Nam Giang. In het oosten grenst het aan xã Phước Hòa. In het zuiden grenst Phước Xuân aan xã Phước Đức en aan thị trấn Khâm Đức. In het westen vormt de rivier de Thanh de grens met xã Đắc Pring in huyện Nam Giang.

## Verkeer en vervoer
Een belangrijke verkeersader is de Quốc lộ 14. Deze weg verbindt de Quốc lộ 9 met de Quốc lộ 13 en gaat door de provincies Quảng Trị, Huế, Quảng Nam, Kon Tum, Gia Lai, Đắk Lắk, Đắk Nông và Bình Phước. De weg is ter plekke een onderdeel van de Ho Chi Minh-weg.
Een andere verkeersader is de quốc lộ 14E. Deze ruim 70 kilometer lange quốc lộ gaat van Phước Xuân naar Hà Lam sluit in Hà Lam aan op de quốc lộ 1A. De weg is een afgeleide van de quốc lộ 14.